# Mazaedium

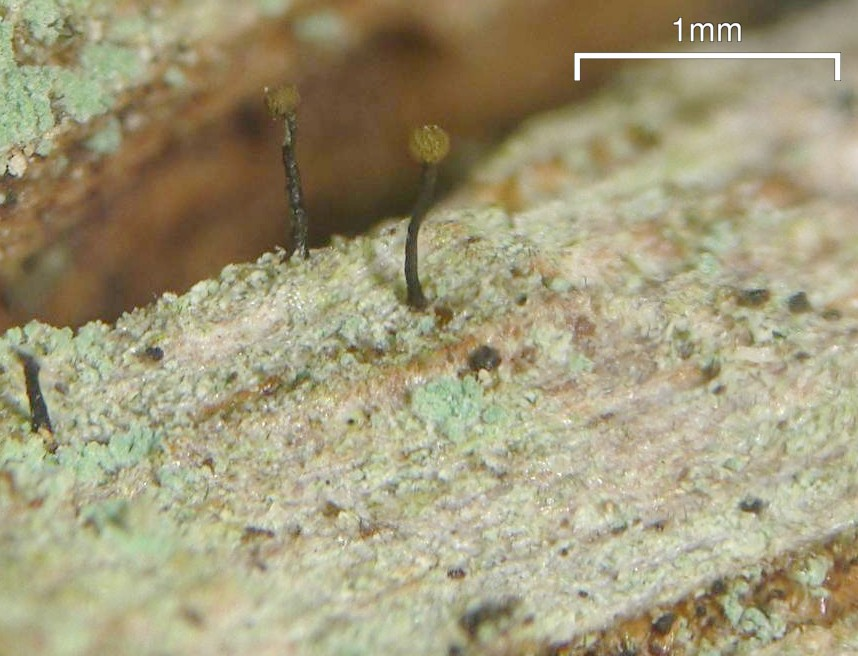
Mazaedium van Chaenotheca brunneola

Een mazaedium (Grieks: maza, klont + Latijn: aedēs, huis) is een vruchtdragend lichaam van sommige korstmossen waarin de sporen vrij liggen in een poederachtige massa dat wordt afgesloten door een peridium.
De term werd in 1817 geïntroduceerd door Erik Acharius en is afgeleid van het oude Griekse maza = deeg. Vooral door Engelssprekende auteurs werd de term vaak gebruikt voor het hele vruchtlichaam.